# 国鉄R90形コンテナ
国鉄R90形コンテナ（こくてつR90がたコンテナ）は、日本国有鉄道（国鉄）が1960年（昭和35年）に製造した、鉄道輸送用一種規格（約11 ft）冷蔵コンテナである。

## 概要
1960年（昭和35年）度に日本初の冷蔵コンテナとして100形が開発されたがほぼ同時期に150形も開発された。富士重工業（150）及び東急車輛製造（151）にて1個ずつ合計2個が製作された。100形との違いは150形は有蓋コンテナ兼用とされたことである。このため側面に開閉式の通風口が設置された。通風口のサイズは縦310 mm、横440 mmであり開閉操作は室内側より行われた。
1966年（昭和41年）6月の称号改正により形式名をR90形に変更した。その後量産されることなく試作の域をでなかった。
扉位置は、片側妻面の1か所のみで塗装は150形時より一貫して白色である。寸法関係は全長3,327.3 mm、全幅2,348.2 mm、全高2,349.9 mm、荷重5 t、自重1.3 t、容積11.1 m3である。
1967年（昭和42年）度に廃止され形式消滅した。